# Den Sønderjyske By
Den Sønderjyske By er en bebyggelse på Frederiksberg i kvarteret ved Mørk Hansens Vej, A.D. Jørgensens Vej, Henning Matzens Vej og Sønderjyllands Allé.
Området er opført i 1921 efter tegninger af arkitekterne A.S.K. Lauritzen (1871-1961), der var chefarkitekt ved Frederiksberg Kommune, og K.T. Seest. Bebyggelsen, der stilistisk lå i direkte forlængelse af Frederiksberg Kommunale Funktionærers Boligforening i Bedre Byggeskik, præmieredes i 1921-22.
Ejendommene er i 2 etager i en enkel, nyklassicistisk stil også præget af ideer fra engelske havebyer.
Et handelsdokument fra 1932 skabte i 2020 usikkerhed om, hvorvidt lejerne kunne købe ejendommen til en fordelagtig pris, men i februar 2021 faldt der dom ved Retten på Frederiksberg, hvor lejerne tabte sagen.